# Раян Сінклейр
Раян Сінклейр (англ. Ryan Sinclair) — вигаданий персонаж британського довготривалого науково-фантастичного телесеріалу «Доктор Хто». Був створений Крісом Чібноллом. Роль у серіалі виконує актор Тосін Кол. Уперше герой з'явився в епізоді «Жінка, що впала на Землю». Є супутником Тринадцятого Доктора (головного героя, одного з втілень іншопланетного авантюриста і мандрівника в часі) у виконанні актриси Джоді Віттакер, наряду з Гремом О'Браяном (грає Бредлі Велш) та Ясмін Кхан (грає Мендіп Ґілл).
Також Раян Сінклейр з'являється в епізодах дванадцятого сезону.

## Появи

### Телебачення
Раян Сінклейр дебютував в першому епізоді одинадцятого сезону під назвою «Жінка, що впала на Землю» восени 2018 року. Раян живе у Шеффілді і йому 19 років. Він мріє стати інженером-електриком, але поки що підробляє працівником складу. Його вихованням займалася бабуся (по батьковій лінії) Грейс, яка нещодавно вийшла заміж за Грема О'Браяна. Вони познайомилися три роки до зустрічі з Доктором, коли Грейс працювала медсестрою, а Грем проходив хіміотерапії проти раку. Раян і Ясмін Кхан вчилися разом у початковій школі. У персонажа спостерігається диспраксія — порушення координації, що впливає на його рухові навички. Хоч його симптоми і відносно легкі, проте деякі завдання є досить важкими для Раяна, наприклад, їзда на велосипеді.
Раян (як і Грейс, Грем та Ясмін) зустрівся з Доктором, коли та щойно регенерувала і розслідувала вторгнення іншопланетного воїна Ціма-Шо у Шеффілд. У результаті новоспеченій команді вдається перемогти, але ціною життя Грейс. Після її похоронів Раян розповідає, що у нього є батько Аарон, син Грейс, який давно відрікся від своєї сім'ї. Пізніше Раян допомагає Докторові знайти її корабель, але випадково телепортуються з нею, Гремом і Ясмін у відкритий космос, де їх підбирають гоночні кораблі. Після цієї пригоди вони повертаються додому і погоджуються стати супутниками Доктора. Під час наступних епізодів Раян зближається з Гремом, який фактично став його дідусем. В епізоді «Битва на Ранскур Ав Колосі» команда зустрічає Ціма-Шо, що вижив. Грем прагне вбити прибульця, але Раян переконує його і разом вони зачиняють Шо в стазис-камері.
У новорічному спецвипуску «Рішення» Раян зустрічає Аарона, що прагне відновити стосунки з сином. Пізніше він змушений взяти участь у боротьбі з далеком і робить великий внесок у перемогу над ним. Раян пропонує Аарону подорожувати у TARDIS з Доктором, проте він відмовляється.
В епізоді «Сирота 55» дванадцятого сезону Раян отримує любовний інтерес — дівчину Беллу, проте вона змушена захистити комплекс Транквіліті Спа, щоб інші змогли врятуватися. Пізніше він, як і інші супутники зустрівся з Джеком Гаркнессом.

### Інші медіа
У вересні 2018 року було анонсовано три романи, події яких розгортаються між епізодами одинадцятого сезону — «Хороший Доктор», «Розплавлене серце» та «Бойові чарівники». Раян фігурує в кожному з творів, а також зображений на обкладинці «Розплавленого серця».

## Кастинг та виробництво
22 жовтня 2017 року було оголошено, що Тосін Кол виконає роль нового супутника Доктора в одинадцятому сезоні «Доктора Хто» і з'явиться разом з Джоді Віттакер у 2018 році.
26 вересня 2018 року, після прем'єри «Жінки, яка впала на землю», ЗМІ офіційно розкрили факт, що у Раяна є диспраксія. Шоуранер серіалу Кріс Чібнолл пояснив: «Це відносно поширена річ серед дітей, тому я думаю, що важливо бачити, що герої бувають у різних формах і розмірах». Було проведено багато досліджень з Dyspraxia Foundation, щоб дізнатися особливості хвороби і правильно її представити в телесеріалі.